# Jakostní víno s přívlastkem

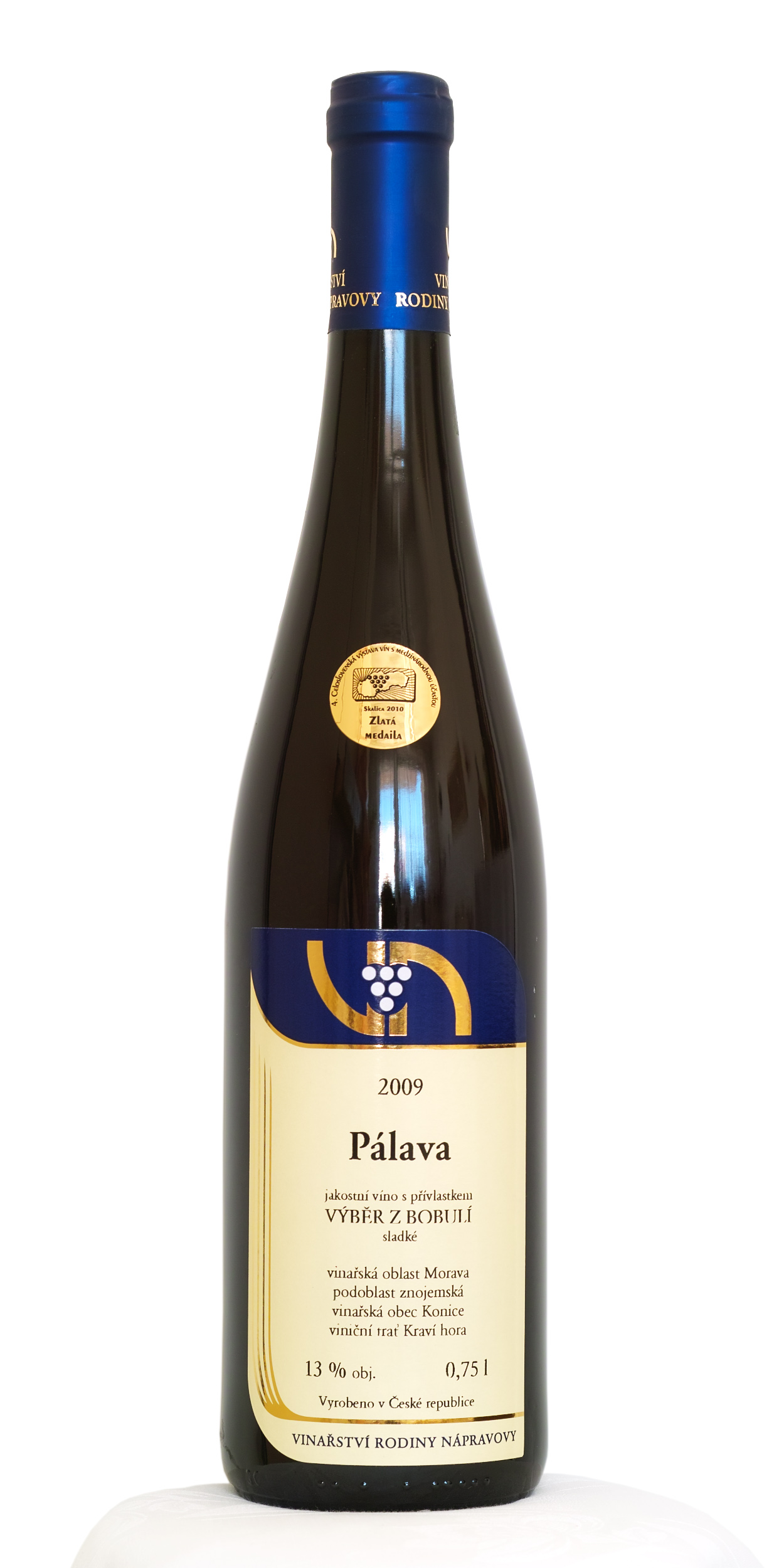
Jakostní víno s přívlastkem
Pálava, výběr z bobulí 2009
lahev 0,75l

Jakostní víno s přívlastkem (neboli přívlastkové víno) je nejvyšší kategorií vín České republiky vyráběných v souladu s aktuálním vinařským zákonem. Mezi základní požadavky výroby patří stanovená cukernatost hroznů, absence dodatečných přísad a použití hroznů maximálně tří různých odrůd. Z veškerého vyrobeného vína v České republice zaujímají přívlastková vína jen kolem 10 %.

## Nároky na kvalitu
Zákonné požadavky pro výrobu přívlastkového vína jsou stanoveny § 19 zák. č. 321/2004 Sb., o vinohradnictví a vinařství a o změně některých souvisejících zákonů (zákon o vinohradnictví a vinařství). Kromě samotné výroby jsou specifikovány i požadavky na pěstování, sklizeň, skladování a obsah etiket lahve:

### Požadavky na pěstování a sklizeň
- hrozny musejí pocházet z vinice certifikované pro výrobu jakostního vína
- maximální výnos vinice nesmí překročit 12 tun hroznů pro daný rok („nejvyšší hektarový výnos“)
- hrozny musejí být sklízeny ručně (výjimkou jsou přívlastky kabinet, pozdní sběr a výběr z hroznů)
- hrozny musejí pocházet ze stejné vinařské podoblasti
- hrozny musejí dosáhnout minimální cukernatosti 19 °NM

### Požadavky na výrobu a skladování
- výroba byla provedena ve stejné vinařské oblasti, jako sklizeň
- je povoleno použít hrozny maximálně tří různých odrůd
- kvalitu hroznů (cukernatost, odrůdu, původ a hmotnost) ověřil inspektor
- na základě splnění ostatních podmínek bylo víno zatříděné inspekcí jako přívlastkové
- během výroby nebylo víno jakkoli doslazováno
- víno neobsahuje žádné přidané látky (barviva, ochucovadla...)
- víno neobsahuje konzervační látky s výjimkou oxidu siřičitého
- víno nebylo skladováno ve společných prostorách s ovocným vínem (specifické výjimky stanovuje zákon)

### Požadavky na etikety
- název vinařské oblasti, kde proběhla výroba
- název vinařské podoblasti, kde byly hrozny sklizené
- označení „jakostní víno s přívlastkem“ či „víno s přívlastkem“
- druh
- evidenční číslo jakosti

dále je povoleno uvádět:
- název odrůdy, pokud je zastoupena min. 85 %
- název až 3 odrůd, pokud je každá zastoupena min. 15 %
- název vinařské obce a viniční tratě (pokud hrozny pocházejí pouze z této)

## Druhy přívlastkových vín
Podle cukernatosti použitých hroznů a dalších aspektů rozlišujeme tyto přívlastky:

### Kabinet
- cukernatost hroznů byla min. 19 °NM

Kabinetní vína bývají obvykle suchá (veškerý cukr prokvasil na alkohol), v případě výroby sladkého vína bývá obsah alkoholu velmi nízký (nepřekračuje 9 %). Obsah extraktu bývá kolem 18–20 g/l. Kabinety jsou obvykle lehčí kvalitní vína, která jsou vhodná k běžnému stolování.

### Pozdní sběr
- cukernatost hroznů dosáhla min. 21 °NM

Pozdní sběry jsou vyráběny z dobře vyzrálých hroznů, takže se často vyznačují výrazným odrůdovým charakterem. Vína bývají spíše polosuchá; při vyzrálejších hroznech by obsah alkoholu u suchého vína mohl překročit 14 %. U sladkých vín pak obsah alkoholu nepřekračuje 11 %. Extrakt typicky 19–22 g/l.

### Výběr z hroznů
- hrozny vyzrály min. na 24 °NM

Vyzrálost hroznů bývá prakticky vždy nadprůměrná a to nejen co do obsahu cukru, ale i charakteru (např. u odrůdy Sauvignon není problém dosahovat odpovídající cukernatosti, ale přesto může u nižších přívlastků vykazovat nevyzrálé trávové tóny).
Červené odrůdy v našich podmínkách přes 24 °NM dozrávají výjimečně; v rámci vyšších přívlastků jsou tedy bílá vína běžnější. Výběry z hroznů jsou nejčastěji polosladká vína s obsahem alkoholu kolem 13 %. Sladké výběry z hroznů obsahují většinou do 12 % alkoholu. Stále větší popularitu si získávají vína vyráběná tzv. moselskou metodou, která obsahují výrazný podíl zbytkového cukru (~70–90 g/l) a nižší obsah alkoholu (~8–10 %). Extrakt se pohybuje kolem 20–25 g/l. Méně sladká vína je možné použít k doplnění kvalitních jídel, sladší se pro gastronomické účely hodí méně a jsou vhodná spíše k přípitkům, vychutnání „jen tak“ a podobně.

### Výběr z bobulí
- hrozny vyzrály min. na 27 °NM
- hrozny byly sklízeny ručně

Výběr z bobulí představuje kategorii nejvyšší přirozené zralosti. Vína vyšších přívlastků již nedosahují vyšší koncentrace cukru přirozeným zráním, ale přezrálostí, sesycháním na keři, cibébovatěním, vymrzáním, nebo sušením. Bobulové výběry jsou často sladké s obsahem alkoholu kolem 12 %. Polosladká vína prakticky vždy přesahují 13 % alkoholu, někdy i velmi výrazně. Extraktivnost bývá vysoká, kolem 25–30 g/l. Pro vysokou kvalitu a obsah zbytkového cukru se výběry z bobulí nepoužívají pro běžné stolování, ale spíše ke slavnostním příležitostem nebo jako doplňky kvalitních dezertů.

### Výběr z cibéb
- hrozny vyzrály min. na 32 °NM
- hrozny byly sklízeny ručně

Výběr z cibéb klade velmi vysoký důraz na vyzrálost hroznů, které v našich podmínkách může být dosaženo prakticky jen přezrálostí nebo účinky botrytidy. Vína jsou téměř výlučně vyráběna jako sladká s výrazným zbytkovým cukrem (100–200 g/l) a středním obsahem alkoholu (10–13 %). Typická je vyšší viskozita, na které se krom cukru podílí i velmi vysoký podíl extraktu (30–50 g/l).

### Ledové víno
- hroznový mošt dosáhl min. 27 ° cukernatosti
- hrozny byly sklízeny ručně
- sklizeň proběhla za mrazu alespoň −7 °C a během sklizně i zpracování zůstaly hrozny zmrzlé

Ledové víno je vyráběno ponecháním hroznů na vinici do příchodu mrazů a následným sklízením bobulí, které jsou lisovány ještě zmrzlé, aby se uvolnilo co nejméně vody a co nejvíce extraktivních látek, kyselin a cukrů. Ledová vína mají střední nebo nižší obsah alkoholu, vysoký zbytkový cukr (často kolem 200 g/l) i extraktivnost (>30 g/l).

### Slámové víno
- hroznový mošt dosáhl min. 27 ° cukernatosti
- hrozny byly sklízeny ručně
- hrozny byly před zpracováním min. 3 měsíce přirozeně sušeny na slámě, rákosu, nebo volně zavěšené

Slámové víno se získává lisováním seschlých hroznů, jejichž bobule připomínají hrozinky. Odstraněním části obsahu vody dochází (podobně jako u ledového vína) ke koncentraci cukrů, kyselin a extraktivních látek, ale probíhající biochemické změny dávají výslednému vínu poněkud odlišný charakter. Typický je nižší obsah alkoholu a vysoký zbytkový cukr (>200 g/l) s extraktem přes 40 g/l.

## Další informace
V praxi (a obzvlášť u menších vinařů) se můžeme setkat s víny, která by požadavkem na cukernatost odpovídala přívlastkovým, ale toto označení nenesou. Bývá to dáno nesplněním některé dílčí podmínky, případně nerentabilitou u výroby v menších objemech (klasifikace inspektorem je placená). Tato vína mohou být stejně kvalitní jako přívlastková, ale bývají levnější a vinaři je nejčastěji řadí mezi zemská.
Také můžeme narazit na vína, která obsahují více alkoholu či zbytkového cukru, než je pro daný přívlastek obvyklé. To mívá nejčastěji dvě příčiny. Víno mohlo být vyrobeno z více druhů hroznů, které byly různě vyzrálé a klasifikace byla provedena podle nejméně zralých. Druhá možnost spočívá v rozdílu cukernatosti při sklizni (podle které je určen přívlastek) a při zpracování, které může být provedeno s určitým časovým odstupem, až se hrozny „dotáhnou“ na požadovanou úroveň. Tato metoda není příliš obvyklá a praktikují ji jen někteří menší vinaři při výrobě sladších vín. Za zmínku stojí i domácká výroba „ledových vín“ pomocí mrazáku. Taková vína samozřejmě nesmějí být uváděna do prodeje jako ledová, ale někteří vinaři si touto cesto vyrábějí za zlomek nákladů „ledové“ víno pro vlastní potřebu.

## Rozdíly oproti sousedním zemím
V Česku jsou oproti Slovensku, Rakousku a Německu přísnější podmínky pro výrobu přívlastkových vín co se cukernatosti týče:
| přívlastek     | Česko  | Slovensko                  | Slovensko | Rakousko                      | Rakousko | Německo                       | Německo |
| -------------- | ------ | -------------------------- | --------- | ----------------------------- | -------- | ----------------------------- | ------- |
| kabinet        | 19 °NM | 19 °NM (kabinetné)         | 9,5 %     | 17 °NM (Kabinett)             | 9 %      | 15 °NM (Kabinett)             | 7 %     |
| pozdní sběr    | 21 °NM | 21 °NM (neskorý zber)      | 9,5 %     | 19 °NM (Spätlese)             | 5 %      | 19 °NM (Spätlese)             | 7 %     |
| výběr z hroznů | 24 °NM | 23 °NM (výber z hrozna)    | 9,5 %     | 21 °NM (Auslese)              | 5 %      | 21 °NM (Auslese)              | 7 %     |
| výběr z bobulí | 27 °NM | 26 °NM (bobuľový výber)    | 8 %       | 25 °NM (Beerenauslese)        | 5 %      | 25 °NM (Beerenauslese)        | 5,5 %   |
| výběr z cibéb  | 32 °NM | 28 °NM (hrozienkový výber) | 8 %       | 27 °NM (Ausbruch)             | 5 %      | 29 °NM (Trockenbeerenauslese) | 5,5 %   |
| výběr z cibéb  | 32 °NM | 28 °NM (cibébový výber)    | 8 %       | 30 °NM (Trockenbeerenauslese) | 5 %      | 29 °NM (Trockenbeerenauslese) | 5,5 %   |
| ledové         | 27 °NM | 27 °NM (ľadové)            | 6 %       | 25 °NM (Eiswein)              | 5 %      | 25 °NM (Eiswein)              | 5,5 %   |
| slámové        | 27 °NM | 27 °NM (slamové)           | 6 %       | 25 °NM (Strohwein)            | 5 %      | —                             | —       |

Kvůli odlišným kvalitativním požadavkům není možné české a německé přívlastky přímo srovnávat (je to i jedním z důvodů, proč bývají v přímém srovnání německá přívlastková vína levnější).
Slovenský systém byl vymezen zákonem 182/2005, rozšířen 283/2007 a nakonec doplněn 313/2009 zákonem, který nově stanovuje požadavek na minimální obsah alkoholu v přívlastkovém víně. Český vinařský zákon obdobný požadavek nemá. Termín botrytický výber je synonymem pro cibébový výber (na rozdíl od českého vinařského zákona).
Německý systém stanovuje vinařským zákonem (WeinG 1994) obsah alkoholu v přívlastkovém víně. Cukernatost moštu není uvedena v zákoně, ale je variabilní pro jednotlivé vinařské oblasti a udává se ve °Oe (hodnoty v tabulce jsou minima přepočtená na normovaný moštoměr),
Rakouský systém (zákon 141/1999) neřadí Kabinett mezi přívlastková vína a přidává mj. podmínku maxima zbytkového cukru 9 g/l. Dále rozlišuje přívlastky Ausbruch a Trockenbeerenauslese, přičemž Ausbruch může být vyroben jak z bobulí botrytických, tak přirozeně seschlých a pro lepší vyplavení sladké šťávy může být do bobulí přimíseno čerstvé víno nebo mošt odpovídající přívlastku Auslese nebo Beerenauslese a to tak, aby výsledná cukernatost dosáhla minimálně 27 °. Trockenbeerenauslese se vyrábí z botrytických scvrklých bobulí s min. cukernatostí 30 °.